# Spilogona broweri
Spilogona broweri este o specie de muște din genul Spilogona, familia Muscidae, descrisă de Huckett în anul 1973.
Este endemică în Maine. Conform Catalogue of Life specia Spilogona broweri nu are subspecii cunoscute.